# Cadaverota
Cadaverota är ett släkte av skalbaggar som beskrevs av Riozo Yosii och K. Sawada 1976. Cadaverota ingår i familjen kortvingar.
Kladogram enligt Dyntaxa:
| Cadaverota | \| \| Cadaverota cadaverina \| \| \| \| \| \| Cadaverota hansseni \| \| \| \| |
|            | \| \| Cadaverota cadaverina \| \| \| \| \| \| Cadaverota hansseni \| \| \| \| |
|            | Cadaverota cadaverina                                                         |
|            |                                                                               |
|            | Cadaverota hansseni                                                           |
|            |                                                                               |